# Centrale nucleare di Cernavodă
La centrale nucleare di Cernavoda (in rumeno Centrala Nucleară de la Cernavodă) è una centrale elettronucleare rumena situata presso la città di Cernavodă, nel Distretto di Costanza. L'impianto è composto da 5 reattori CANDU, di cui solo 2 completati, da 1300 MW di potenza netta complessiva in funzione. I reattori 1 e 2 sono gli unici ad essere stati completati, per gli altri 3 si attende la ripresa dei lavori di costruzione.

## Teleriscaldamento
La centrale fornisce 176 GJ annuali di riscaldamento per il distretto ad esso circostante.